# 参宿增十九
獵戶座63，又名BD+05 1085，HD 41361、SAO 113429、HR 2144，是獵戶座的一颗恒星，视星等为5.67，位于銀經202.73，銀緯-7.78，其B1900.0坐标为赤經5h 59m 38.2s，赤緯+5° -7.78′ 32″。